# Henrique Júlio, Duque de Brunsvique-Luneburgo
Henrique Júlio de Brunsvique-Luneburgo (em alemão, Henrich Julius) (15 de outubro de 1564 - 30 de julho de 1613) foi o duque de Brunsvique-Luneburgo e príncipe de Volfembutel de 1589 até à sua morte. Em 1576, aos 12 anos de idade, tornou-se o primeiro reitor da Universidade Protestante de Helmstedt.

## Biografia
Henrique Júlio nasceu em Hessen (Osterwieck) e foi o filho mais velho do duque Júlio de Brunsvique-Volfembutel. Em 1566, aos dois anos, já tinha sido feito bispo de Halberstadt pelo capítulo da catedral; porém uma das condições para que tal sucedesse foi um acordo no qual o capítulo da catedral seria o líder do bispado, com a sua própria autoridade, até que Henrique Júlio completasse catorze anos. Assim, ele assumiu a administração do bispado em 1578 e tornou-se activo como governante leigo e espiritual. Ele melhorou a educação no geral no bispado e completou a Reforma Protestante, apesar de ter permitido que os detentores de cargos católicos mantivessem os seus privilégios à excepção do facto de estes terem sido proibidos de ter amantes.
Apesar de ter apenas doze anos, participava em debates sobre teologia na faculdade que eram feitos em Latim. Após terminar os seus estudos em Direito, foi empregado pelo seu pai como Juiz. Em 1589, quando Henrique Júlio sucedeu ao pai como governante de Wolfenbüttel, substituiu a lei saxónica pela lei romana e passaram a ser advogados com licenciaturas a exercer funções de juízes em vez de nobres locais.
Henrique Júlio não é conhecido apenas pelas perseguições a judeus e a bruxas. Em 1593 e 1594, escreveu onze peças e convidou Robert Browe e a sua companhia de actores, que fizeram uma versão curta da sua peça "Susanna". As outras peças, cinco comédias e quatro tragédias não tiveram muito sucesso; porém, uma delas serviu de base para as histórias do Barão de Münchhausen. Também era perito em arquitectura e desenhou vários edifícios importantes, entre eles o Juleum novum, o edifício principal da Universidade de Helmstedt e a catedral Beatae Marie Virgins em Volfembutel. Convidou Hans Vredeman de Vries para desenvolver os baluartes e mandou construir um canal através de um pantanal entre Hornburg e Oschersleben. Convidou John Downland para ver Michael Praetorius, o tocador de órgão da cidade.
Henrique Júlio perdeu o controlo das finanças do Estado e contraiu uma quantia enorme de dívida pública. Quando os direitos dos nobres foram reduzidos, estes processaram Henrique Júlio no tribunal imperial em Speyer. Chegou-se a um acordo em 1601. Houve uma crise maior a envolver Henrique Júlio e Brunsvique quando a cidade se recusou a reconhecer a sua suserania. Henrique Júlio não estava disposto a devolver-lhe os seus privilégios tradicionais, o que levou a uma guerra civil em 1605. As tentativas de mediação do rei Cristiano IV da Dinamarca falharam e, em 1606, o imperador Rudolfo II baniu a cidade.
Em 1607, Henrique Júlio foi ao tribunal do imperador para negociar os detalhes do banimento. Conseguiu a confiança do imperador e foi nomeado o seu "director-chefe". Esta posição deu-lhe bastante influência em assuntos imperiais. Também conseguiu resolver as zangas entre Rudolfo e o seu irmão, Matias. Henrique Júlio ajudou na resolução das discórdias entre católicos e protestantes na Boémia. Em troca recebeu o apoio total do Imperador para a resolução da situação na cidade de Brunsvique.
Quando Rudolfo morreu em 1602, Henrique Júlio regressou a Praga para consultar o seu sucessor, Matias. A 20 de julho de 1613 morreu em Praga devido a problemas relacionados com o abuso de álcool. Foi enterrado na catedral de Volfembutel.

## Casamentos e descendência
Henrique casou-se pela primeira vez a 26 de Setembro de 1585 com a princesa Doroteia da Saxónia, filha de Augusto, Eleitor da Saxónia. Juntos, tiveram uma filhaː
1. Doroteia Edviges de Brunsvique-Volfembutel (13 de Fevereiro de 1587 – 16 de Outubro de 1609), casada com Rudolfo, Príncipe de Anhalt-Zerbst; com descendência.

Henrique casou-se pela segunda vez a 19 de Abril de 1590 com a princesa Isabel da Dinamarca, filha do rei Frederico II da Dinamarca. Juntos, tiveram dez filhosː
1. Frederico Ulrico, Duque de Brunsvique-Luneburgo (15 de Abril de 1591 – 21 de Agosto de 1634), casado com a princesa Ana Sofia de Brandemburgo; sem descendência.
2. Sofia Edviges de Brunsvique-Volfembutel (20 de Fevereiro de 1592 – 23 de Janeiro de 1642), casada com Ernesto Casimiro I, Conde de Nassau-Dietz;
3. Isabel de Brunsvique-Luneburgo (23 de Junho de 1593 – 25 de Março de 1650), casada primeiro com o duque Augusto da Saxónia e depois com  João Filipe, Duque de Saxe-Altemburgo; com descendência.
4. Edviges de Brunsvique-Luneburgo (19 de Fevereiro de 1595 – 26 de Junho de 1650), casada com Ulrico, Duque da Pomerânia; sem descendência.
5. Doroteia de Brunsvique-Luneburgo (8 de Julho de 1596 – 1 de Setembro de 1643), casada com o marquês Cristiano Guilherme de Brandemburgo, filho de Joaquim III Frederico, Eleitor de Brandemburgo; com descendência.
6. Henrique Júlio de Brunsvique-Luneburgo (7 de Outubro de 1597 – 11 de Julho de 1606); morreu aos oito anos de idade.
7. Cristiano de Brunsvique-Luneburgo (20 de Setembro de 1599 – 16 de Julho de 1626); bispo de Halberstadt; sem descendência.
8. Rudolfo de Brunsvique-Luneburgo (15 de Junho de 1602 – 13 de Junho de 1616); morreu aos treze anos de idade.
9. Henrique Carlos de Brunsvique-Luneburgo (4 de Setembro de 1609 – 11 de Junho de 1615); morreu aos cinco anos de idade; sem descendência.
10. Ana Augusta de Brunsvique-Luneburgo (19 de Maio de 1612 – 17 de Fevereiro de 1673), casada com o conde Jorge Luís de Nassau-Dillenburg; sem descendência.

## Genealogia
| Henrique Júlio, Duque de Brunsvique-Luneburgo | Pai: Júlio, Duque de Brunsvique-Volfembutel | Avô paterno: Henrique V, Duque de Brunsvique-Luneburgo           | Bisavô paterno: Henrique IV, Duque de Brunsvique-Luneburgo             |
| Henrique Júlio, Duque de Brunsvique-Luneburgo | Pai: Júlio, Duque de Brunsvique-Volfembutel | Avô paterno: Henrique V, Duque de Brunsvique-Luneburgo           | Bisavó paterna: Catarina da Pomerânia, Duquesa de Brunsvique-Luneburgo |
| Henrique Júlio, Duque de Brunsvique-Luneburgo | Pai: Júlio, Duque de Brunsvique-Volfembutel | Avó paterna: Maria de Württemberg                                | Bisavô paterno: Henrique, Duque de Württemberg                         |
| Henrique Júlio, Duque de Brunsvique-Luneburgo | Pai: Júlio, Duque de Brunsvique-Volfembutel | Avó paterna: Maria de Württemberg                                | Bisavó paterna: Isabel do Palatinado-Zweibrücken-Bitsch                |
| Henrique Júlio, Duque de Brunsvique-Luneburgo | Mãe: Hedvig de Brandemburgo                 | Avô materno: Joaquim II Heitor, Príncipe-Eleitor de Brandemburgo | Bisavô materno: Joaquim I Nestor, Príncipe-Eleitor de Brandemburgo     |
| Henrique Júlio, Duque de Brunsvique-Luneburgo | Mãe: Hedvig de Brandemburgo                 | Avô materno: Joaquim II Heitor, Príncipe-Eleitor de Brandemburgo | Bisavó materna: Isabel da Dinamarca, Princesa-Eleitora de Brandemburgo |
| Henrique Júlio, Duque de Brunsvique-Luneburgo | Mãe: Hedvig de Brandemburgo                 | Avó materna: Edviges Jagelão, Eleitora de Brandemburgo           | Bisavô materno: Sigismundo I, o Velho                                  |
| Henrique Júlio, Duque de Brunsvique-Luneburgo | Mãe: Hedvig de Brandemburgo                 | Avó materna: Edviges Jagelão, Eleitora de Brandemburgo           | Bisavó materna: Barbara Zápolya                                        |